# Draa Kebila
Draa Kebila est une commune algérienne de la wilaya de Sétif et de la région de Petite Kabylie. Elle fait partie de la Daïra de Hammam Guergour, elle appartient à l'ancien Sahel Guebli, dans la commune mixte du Guergour, département de Constantine.

## Géographie

### Situation
Draa Kebila est située à environ 70 km du chef-lieu de Wilaya et s'étend sur 62,5 km2. Sa population est de 14 492 habitants au recensement général de 2008. La commune Draa Kébila est issue du découpage territorial de 1984 et son siège se trouve à Ouled Ali Ben Athmane. Auparavant, son territoire relevait de l'ex-commune Talaifacene dont le siège se trouvait à Maoklane.
|            | Bousselam et Beni Chebana |                         |
| Aïn Legraj | Draa Kebila               | Talaifacene et Maoklane |
|            | Hammam Guergour           |                         |

### Lieux-dits et villages
Draa Kebila compte dix sept villages dont les plus importants en termes de population est: Lemroudj: (2718 hab.)
- Oulad Ali|Ouled Ali Ben ateman*2560

Tazgarth : 2 360 habitants.
- Tizi Ouaghladh : 1 176 habitants.
- Ouled Kébila (Lavhayar) : 969 habitants.
- Krima : 689 habitants.

Les villages épars sont :
- Ibadiounes : mabrouk , sarah & compagnie
- Bouzelatène : 558 habitants
- Izavachène : 520 habitants
- Thakliaath : 546 habitants.
- Agmerth : 536 habitants
- Lmaatia Nath Mhani : 489 habitants
- Lmaatia Izaavouvène : 395 habitants
- Ikhanichène : 198 habitants
- Idjissène : 423 habitants
- Lmarj Iassmane : 256 habitants
- Thaourirth : 129 habitants
- Ath Saidi : 338 habitants

## Histoire
La commune Draa Kebila existait avant l'indépendance, avec siège à Ouled Ali Ben Athmane. Mais, de 1962 à 1984, elle ne constituait qu'une partie de l'ex-commune Tala Ifacène dont le siège se trouvait à Maoklane et rattachée à la daïra de Bougaa. Elle renait à la faveur du découpage administratif de 1984 et reprend son ancienne appellation et son ancien chef-lieu dénommé Ouled Ali Ben Athmane.

## Économie
Le territoire de la commune est situe en zone montagneuse; elle est essentiellement à vocation agricole et plus particulièrement arboricole. L'olivier et le figuier sont les principaux arbres cultivés par la population locale.

## Éducation
La commune compte douze écoles primaires, d'un lycée implanté à Ouled Ali Ben Athmane, de deux collèges d'enseignement moyen (CEM) dont un à Lemroudj et l'autre à Ouled Ali Ben Athmane.

## Santé
La commune est dotée d'une polyclinique, et d'une pharmacie.

## Équipements
Le chef lieu de la commune est doté d'un bureau de poste et d'une maison de jeunes.

## Infrastructures
L'électrification de la commune avoisine les 90 %. Les habitations nouvelles réalisées dans le cadre du programme d'aide à l'habitat rural sont raccordées progressivement. Quant au raccordement au réseau du gaz naturel, 54 % des foyers de la commune sont desservis depuis juin 2012 ( Ouled Ali Ben Athmane, Lemroudj, Tazgarth, Akarkar et Thimachethawine). Depuis 2016, tous les villages de Draa Kébila sont raccordés au gaz naturel. .